# Тегонхван (володар Пархе)
Тегонхван (кор. 대건황, 大虔晃, Dae Geon-hwang, Tae Kŏn-hwang; пом. 871) — корейський правитель, дванадцятий володар (тійо) держави Пархе.
Був молодшим братом тійо Тейджина. Успадкував престол після його смерті 857 року.
Про його правління відомо лише, що він відрядив кілька посольств до Японії та китайської династії Тан.
Помер 871 року. Після смерті Тегонхвана на трон зійшов його онук Кьон.